# Joël (Carry Slee)
Joël is een roman van Carry Slee uit 2011.
Een verhaal over drie vriendinnen die ieder op hun eigen manier omgaan met de onverwachte dood van hun vriendin. Terwijl ze op zoek is naar antwoorden, komt Eva erachter dat sommige dingen beter geheim kunnen blijven!

## Inhoud
Eva heeft moeite om de plotselinge dood van haar hartsvriendin Luna te accepteren. Terwijl Natalie en Fleur na de begrafenis hun leven weer proberen op te pakken, begint Eva te twijfelen aan de ware toedracht van Luna's dood. Waarom liegt Remco, Luna's ex-vriend, bijvoorbeeld over het tijdstip van zijn laatste contact met Luna? Heeft hij soms iets te verbergen? Dan krijgt Eva een stapeltje anonieme brieven in handen die gericht zijn aan Luna. De brievenschrijver vertelt over een schokkende jeugdervaring. Hebben de brieven iets met Luna's dood te maken? Om het allemaal uit te zoeken gaat ze naar iemand die geesten ziet en ook hoe ze gestorven zijn. 